# Курвелу (мікрорегіон)

Курвелу на карті штату Мінас-Жерайс

Курвелу (порт. Microrregião de Curvelo) — мікрорегіон в Бразилії, входить в штат Мінас-Жерайс. Складова частина мезорегаону Центр штату Мінас-Жерайс. Населення становить 149 274 чоловік на 2006 рік. Займає площу 13 749,120 км². Густота населення — 10,9 чол./км².

## Склад мікрорегіону
До складу мікрорегіону включені наступні муніципалітети:
1. Аугусту-ді-Ліма
2. Буенополіс
3. Корінту
4. Курвелу
5. Фелісландія
6. Інімутаба
7. Жоакін-Фелісіу
8. Монжолус
9. Морру-да-Гарса
10. Презіденті-Жуселіну
11. Санту-Іполіту

| Бразилія | Це незавершена стаття з географії Бразилії. Ви можете допомогти проєкту, виправивши або дописавши її. |